# White Mountain
White Mountain est une localité d’Alaska aux États-Unis située dans la Région de recensement de Nome ; sa population était de 190 habitants en 2010.

## Situation - climat
Elle est située sur la rive ouest de la rivière Fish, près de la rive de Golovin Lagoon, sur la Péninsule de Seward.
Les températures moyennes vont de −22 °C à −9 °C en janvier, et de 6 °C à 27 °C en juillet.

## Histoire
Un camp de pêche Iñupiat était situé à cet emplacement, à cause des richesses en poissons offertes par la rivière Fish et la rivière Niukluk. White Mountain grandit durant la ruée vers l'or de 1900. Le premier entrepôt a été ouvert par un mineur, Charles Lane, pour le commerce des fournitures utilisées par les prospecteurs. La poste a ouvert en 1932.
Actuellement la population vit de chasse et de pêche, la plupart passant l'été dans des camps de pêche (saumon mais aussi baleine). Les autres emplois dépendent de l'école, de la poste, de l'administration et de l'aéroport.

## Démographie
| 1920 | 1930 | 1940 | 1950 | 1960 | 1970 |
| ---- | ---- | ---- | ---- | ---- | ---- |
| 198  | 205  | 199  | 129  | 151  | 87   |

| 1980 | 1990 | 2000 | 2010 | - | - |
| ---- | ---- | ---- | ---- | - | - |
| 125  | 180  | 203  | 190  | - | - |

### Source
- (en) CIS